# Московски чувар
Московски чувар је врста паса која је узгајана у Совјетском Савезу. Настао је укрштањем Бернардинца и Кавкаског овчара. 

## Изглед пса
Пас је врло велик и тежи између 45 и 68 кг, а животни век му је 9-11 година. Познато је да је велика моћна пасмина њежног темперамента, па ако се правилно одгаја уз тренингe са дисциплином, московски чувар може да се уклопи у било које окружење и буде савршен, заштитни, породични кућни љубимац. Донедавно је московске чуваре било тешко пронаћи изван Русије и бивших совјетских држава, али сада постају све популарнији у Европи, а недавно су стигли и до Сједињених Америчких Држава. Прво легло московских стражара рођено је у СAД 6. јуна 2015. Тренутно у Америци живи 27 московских чувара. 
Сродан планинским псима, московски чувар паса, једна од већих пасмина паса, висок је између 64 и 69 cm и тежак је 45 до 68 кг (100 до 150 килограма). Он је мишићав пас који има гломазну главу и снажне ноге. Длака им је густа у умереној дужини, са белом и црвеном бојом. Њихов надуван реп довољно је дугачак да може додирнути под.
Московски чувар је доброг темперамента, али захтева обуку и рану социјализацију са људима и животињама. У вези с тим, познато је да је московски чувар њежни гигант, упоран и заштитнички настројен према својој породици када је у опасности.
Московски чувар паса је углавном здрава пасмина, али увек постоји ризик да буде склон дисплазији кукова и проблемима других великих раса. Московским чуварима је потребан прилично велики простор за кретање и није погодно за живот у малом стану. Потребне су им редовне вежбе, као што су излазак у дугу шетњу, трчање.

## Историја
Током периода после Другог светског рата, Русији је било потребно хиљаде паса чувара због растућег броја злочина. Пас је који се током зиме могаo прилагодити веома ниској температури −30, −40 °C (−22, −40 °F), снежном окружењу и бити у стању да чува готово све што је у влади, попут складишта, железнице, радни кампови и инфраструктура. То је био разлог због којег су започели огроман пројекат који је водио ген Медведев. Почео је 1946. и трајао је годину дана у Централној школи војне кинологије, одељењу Министарства одбране СССР-а. Након вишегодишњих експеримената крижаних чистокрвних паса, московски чувар био је једна од најуспешнијих раса с кавкаскoг oвчарa и Бернардинцa. 
Године 1986. првих неколико московских чувара доведено је у Мађарску ради узгајивача који су помогли популаризацији пасмине. Здрави раст и развој гарантовали су предани узгајивачи, као и власник пасмине, Цлуб Каракан. Поред тога, узгајивачи из бивших совјетских држава такође су радили са пасмином како би осигурали њихово постојање за будућност. У то време се у Мађарској могло наћи око 500 московских чувара.
Стандард пасмине први пут је објављен 1985. године када је у Совјетском Савезу добио "званични статус". Године 1992. одобрила га је Федерација узгајивача паса Русије, а 1997. Одељење за узгој и родовину животиња Министарства пољопривреде Русије. Стандард је одобрио и Руски кинолошки клуб 1997. године.
Руски кинолошки клуб сарађује са Међународном кинолошком федерацијом (ФЦИ) на добијању службеног признања. Тренутно ФЦИ московског чувара сматра ФЦИ делом друге групе Молосер. На ФЦИ санкционисаним изложбама паса приказују се у ономе што се назива "Специјална изложба". Унутар Русије су широко приказани и призната пасмина.